# ЧАЗ-А083.10
ЧАЗ А08310 «Мак» — туристичний автобус. Модель позиціонується заводом-виробником як якісна і недорога техніка, магістрального призначення для міжміських поїздок середньої дальності (до 500 км). Новий «турист» має довжину 8,4 м і вміщує 35 пасажирів, а також має у своєму розпорядженні значні багажні відсіки (2,4 м3). Як силовий агрегат використовується дизельний 4-х літровий DEUTZ BF4M2012-12E3 з максимальною потужністю 120 к.с. (EURO 3) або FAW, або Ashok Leyland. У конструкції новинки використовуються рішення, які дозволяють експлуатувати автобус як автомобіль для МНС, медицини, службової або приватної перевезення пасажирів.
Традиція ж називати автобуси іменами квітів у Корпорації «Еталон» введена з минулого року і ЧАЗ А08310 отримав ім'я «Мак».
Аварійні двері розташовані в торці, що дозволяє автобусу працювати як ритуальному, службовому, а також перевозити довгомірні вантажі. Сидіння, що трансформуються, дозволяють швидко перетворити автобус у вантажопасажирську машину.
Всього виготовлено 12 автобусів ЧАЗ А08310 «Мак».

## Технічні характеристики
| Технічні характеристики автобуса ЧАЗ А08310 (євро 3) | Технічні характеристики автобуса ЧАЗ А08310 (євро 3)                                                                                        |
| --- | --- |
| ЗАГАЛЬНІ ДАНІ | |
| Пасажиромісткість | 35+1 |
| Маса спорядженого автобуса, кг. | 5500 |
| Повна конструктивна маса автобуса, кг. | 8250 |
| Максимальне осьове навантаження, кН (кгс) - передня вісь - задня вісь | 3400 4850 |
| Габаритні розміри, мм, не більше: - довжина - ширина - висота | 8400 2340 2920 |
| Колісна база, мм | 4160 |
| Колія коліс, мм - передніх - задніх | 1810 1610 |
| Мінімальний дорожній просвіт з максимальним навантаженням, мм | 200 |
| Максимальна швидкість автобуса, км/год, не менше | 90 |
| Контрольна витрата палива під час руху автобуса з повною конструктивною масою з постійною швидкістю (без врахування витрати палива підігрівачем) на 100 км шляху, л, не більше: - при швидкості 80 км./год. | 20 |
| ДВИГУН | |
| Модель | DEUTZ BF4M2012-12E3 |
| Тип | Дизельний 4-х рядний, з рідинним охолодженням, з проміжним охолодженням повітря, з турбонаддувом                                            |
| Робочий об'єм, л. (дм3) | 4,04 |
| Номінальна потужність, кВт (к.с.) при 3200 об/хв | 90 (120) |
| Максимальний обертаючий момент, Нм, при 2100 об/хв | 410 |
| Відповідність по шкідливим викидам | EURO III |
| ТРАНСМІСІЯ | |
| Зчеплення | Однодискове, фрикційне, сухе з діафрагмовою пружиною                                                                                        |
| Коробка перемикання передач | механічна, п'ятиступенева, синхронізована                                                                                                   |
| ХОДОВА ЧАСТИНА | |
| Передня підвіска | Залежна, по поздовжніх напівеліптичних ресорах з гідравлічними амортизаторами двосторонньої дії та стабілізатором поперечної стійкості      |
| Задня підвіска | Залежна, по поздовжніх напівеліптичних ресорах з гідравлічними амортизаторами двосторонньої дії                                             |
| Шини | Безкамерні, 235/75 R17,5 |
| ОРГАНИ КЕРУВАННЯ | |
| Рульове керування | Механічне з гідропідсилювачем |
| Гальмівна система - робоча - стоянкова - запасна - допоміжна | Пневматична, двоконтурна з системою АБС Із пружиними енергоаккумуляторами Один із двох контурів робочої гальмівної системи Стоянкове гальмо |
| КУЗОВ | |
| Тип | Моноблочний, вагонного типу |
| Двері - передні пасажирські - задні аварійні | Одностулкові з ручним відкриванням Одностулкові з ручним відкриванням                                                                       |
| Об'єм багажних відсіків | 3 м3 |

## Подібні
- ЗАЗ А10Л І-Ван
- Богдан А401